# Beaurieux (Nord)
Beaurieux ist eine  französische Gemeinde im Département Nord in der Région Nord-Pas-de-Calais. Sie gehört zum Arrondissement Avesnes-sur-Helpe und zum Kanton Fourmies. In der Gemeinde leben 167 Einwohner (Stand 1. Januar 2022) auf einer Fläche von 7,39 Quadratkilometern.

## Geografie
Die Gemeinde im Regionalen Naturpark Avesnois liegt an der Grenze zu Belgien, etwa 18 Kilometer südöstlich von Maubeuge und 30 Kilometer südwestlich von Charleroi. In der Gemeinde entspringt der Ruisseau d’Écrevisse, ein Nebenfluss der Solre. Im Nordosten reicht das Gemeindegebiet bis an das Ufer der Thure. 

## Bevölkerungsentwicklung
| Jahr      | 1962 | 1968 | 1975 | 1982 | 1990 | 1999 | 2005 | 2010 | 2020 |
| Einwohner | 215  | 207  | 191  | 176  | 182  | 178  | 175  | 168  | 163  |

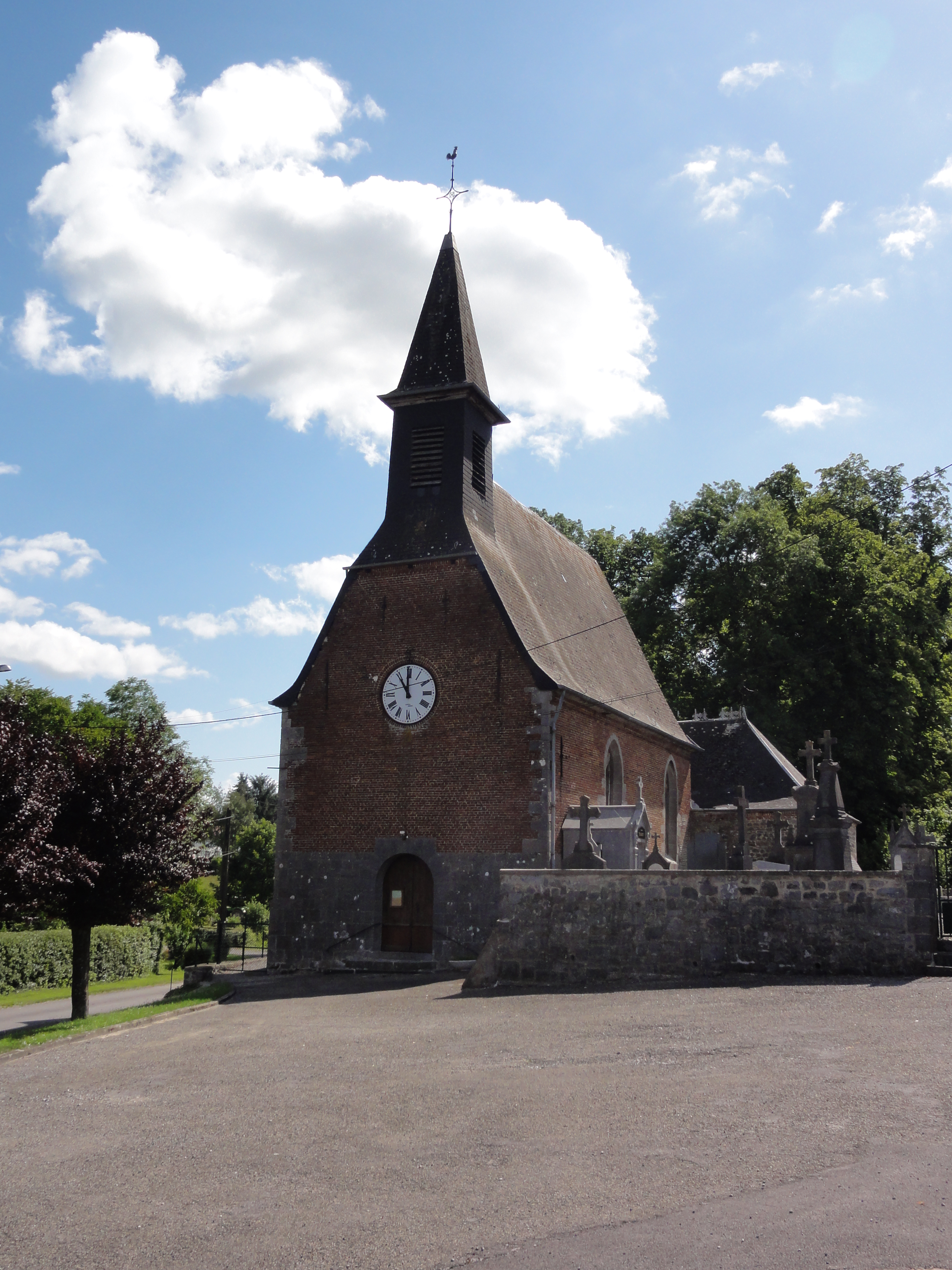
Kirche St. Martin
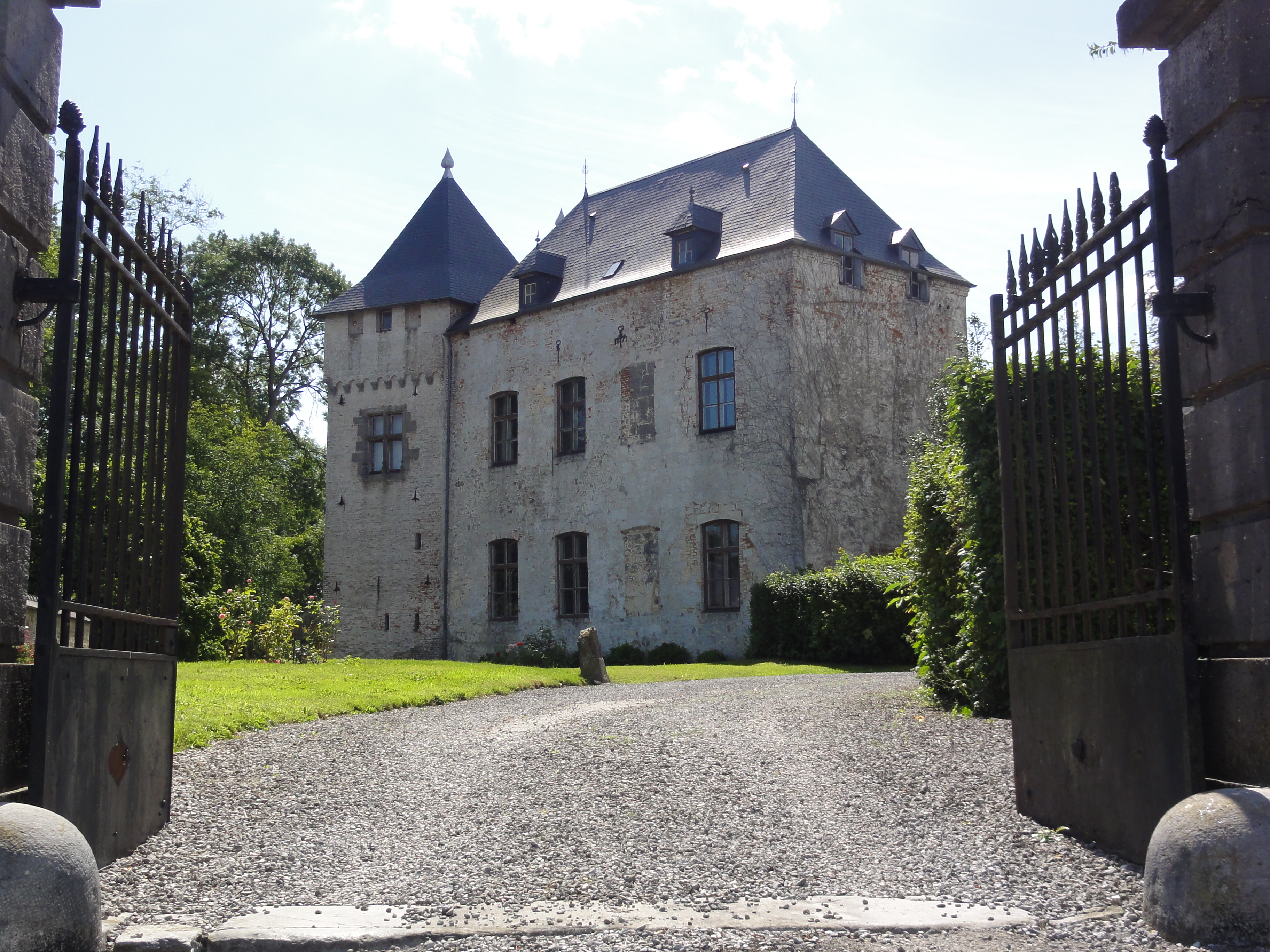
Schloss Beaurieux
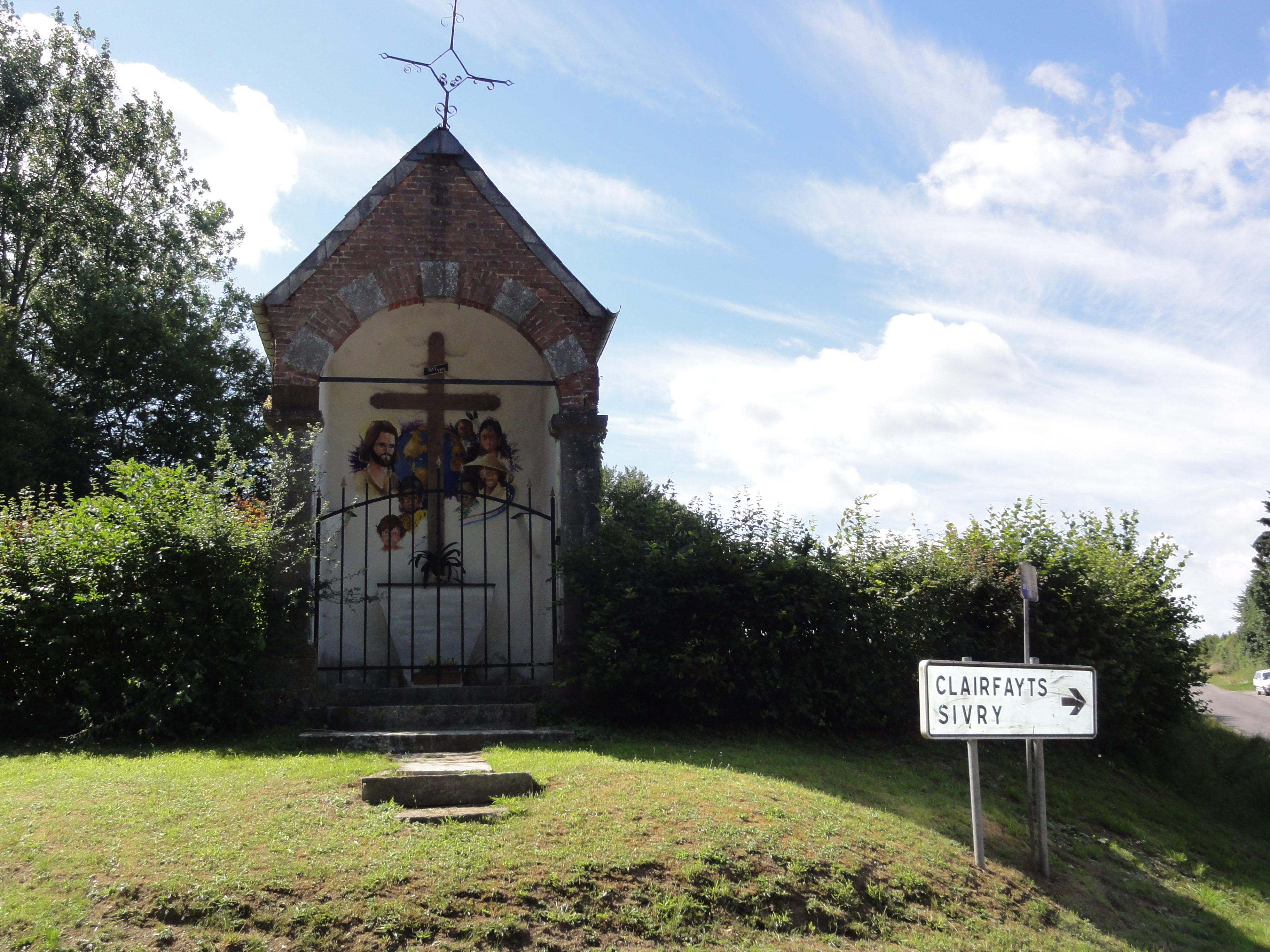
Kapelle Saint-Roch
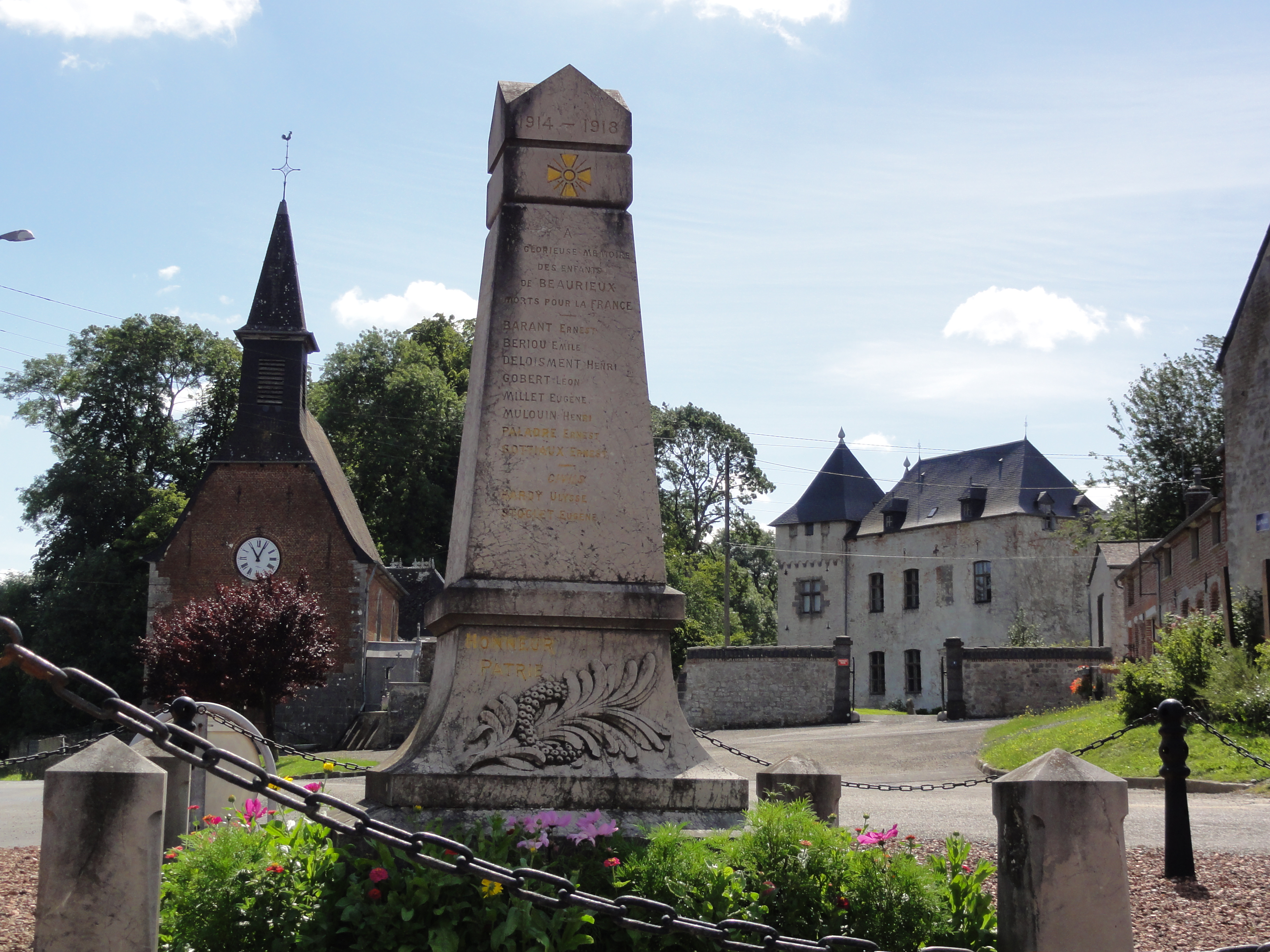
Gefallenendenkmal